# Gnathia brucei
Gnathia brucei is een pissebed uit de familie Gnathiidae. De wetenschappelijke naam van de soort is voor het eerst geldig gepubliceerd in 2003 door George.